# Baseball Club biterrois
 (juillet 2018).
Si vous disposez d'ouvrages ou d'articles de référence ou si vous connaissez des sites web de qualité traitant du thème abordé ici, merci de compléter l'article en donnant les références utiles à sa vérifiabilité et en les liant à la section « Notes et références ».

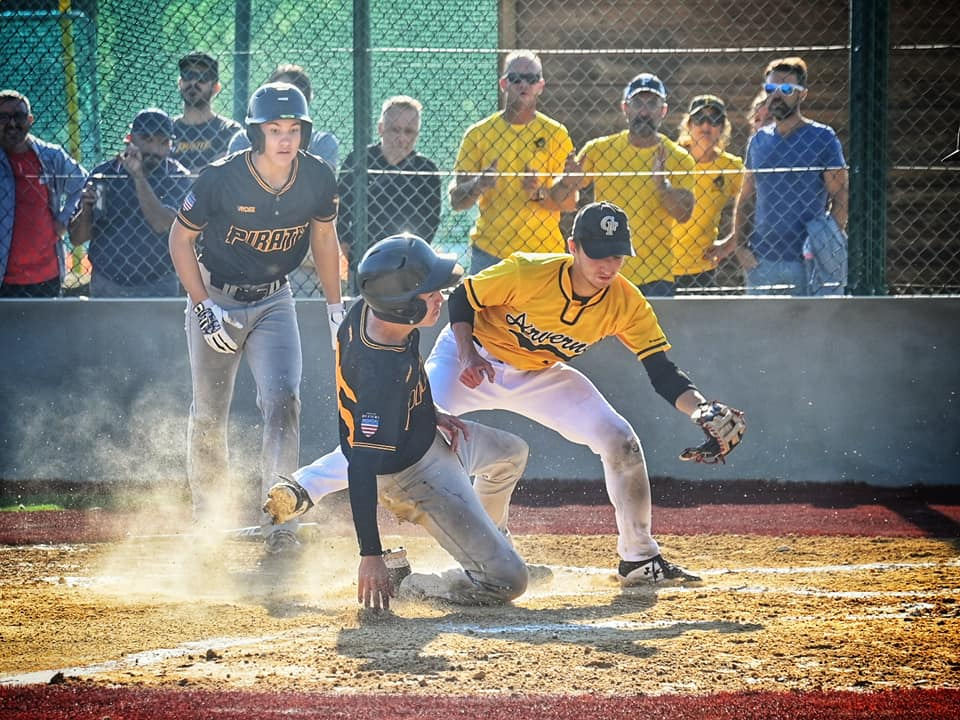
Les jeunes pirates en action

Le Baseball Club Biterrois est un club français de baseball/softball basé à Béziers évoluant en championnat régional Occitanie et en championnat de France de Division 1 baseball et Division 2 softball féminin en 2025.

## Histoire
Le club est fondé le 15 mai 1987 par Jean-Pierre Benezech et quelques bénévoles passionnés, dont l'actuel président François Bonnet, au sein du lycée de la trinité à Béziers.
En 1991 les pirates sont champions régionaux pour la première fois. 
De 1999 à 2002 le club organise le tournoi international de Baseball de Béziers regroupant des équipes européennes et américaines de très bon niveau. 
En 2002 le club devient champion de France de Nationale 2 et accède à la Nationale 1.
En 2009 le club ne peut se maintenir et retrouve le championnat régional.
En 2008, le club organise son premier Tournoi des Plages.
Lors de la saison 2013-2014 avec la prise de fonction du binôme françois BONNET (président) et lionel TEIXIDOR (manager général sportif ) le club opère un virage à 180° dans sa politique sportive en axant sur le développement jeune et féminin.
En 2015 Les Pirates de Béziers alignent en championnat  une équipe sénior une équipe U9 et une équipe Softball Mixte  
Création du Little Bucs Tournament organisé à l'intention des 9U.
Cette même année en 2015 l'équipe sénior des Pirates réalisent une belle performance en atteignant la place de second au Championnat de France Nationale 2. L'équipe perd contre les Pharaons d'Evry dans une série de 2 défaites pour 1 victoire. 
En 2017 le club retrouve la Nationale 1  et passe la barre des 100 licenciés pour la première fois de son histoire.
En 2018 le BCB accède à la Division 2 nationale et compte 125 licenciés.
Renforcement de la priorité donnée au développement du baseball/softball chez les plus jeunes et les féminines, grâce à de multiples animations en milieu scolaire et périscolaire.
Les titres régionaux 9U en 2017 ,12U en 2019 et 15U en 2022 viennent couronner cette politique.
En 2021 et 2023 l'équipe sénior remporte le titre de champion de France D2 respectivement  face  aux tigers de Thiais et aux vipères de Valenciennes.
En 2024 avec l 'engagement en D2 du groupe softball Féminin c'est l'aboutissement d'un travail long et acharné de 10 ans. 
2024 c 'est aussi la consécration du Baseball élite avec le 3ème titre National en 4 ans de D2 et l 'accession à la Division1 pour la saison 2025. 
2022 restera comme une très grande année avec la sélection en bleu de 3 jeunes biterrois, la création de 2 terrains de Baseball5, la création d'un terrain de baseball/softball jeunes en synthétique et l'éclairage du terrain sénior
Le BCB compte dans ses rangs 12 joueurs / joueuses issus du club qui ont porté le maillot des différentes équipes de France :  Emilie Allanot, Clarisse Lardeux, Lily Fernandez, Edouard Massé, Julien Lardeux, Baptiste Volpato, Quentin Lesfargues, Lucio Keurinck, Rafaël Surjus, Ronan Combes - Bouet, Mahé Audemard, Ferdinand Delori. 
Après 38 ans d'existence, le club accueille garçons et filles de 5 à 77 ans pour pratiquer le baseball et le softball au stade de Montflourès. Il compte 189 licenciés.  

## Terrains et Complexe
Situé sur la plaine de jeux de Montflourès il jouit  d'un emplacement exceptionnel avec vue imprenable 
sur la ville de Béziers et sa cathédrale.
Composé d' un terrain sénior naturel éclairé, d'un terrain 12U/softball féminin en synthétique et de 2 terrains de Baseball5
En 2021 il a accueilli l'Open de France 9U,

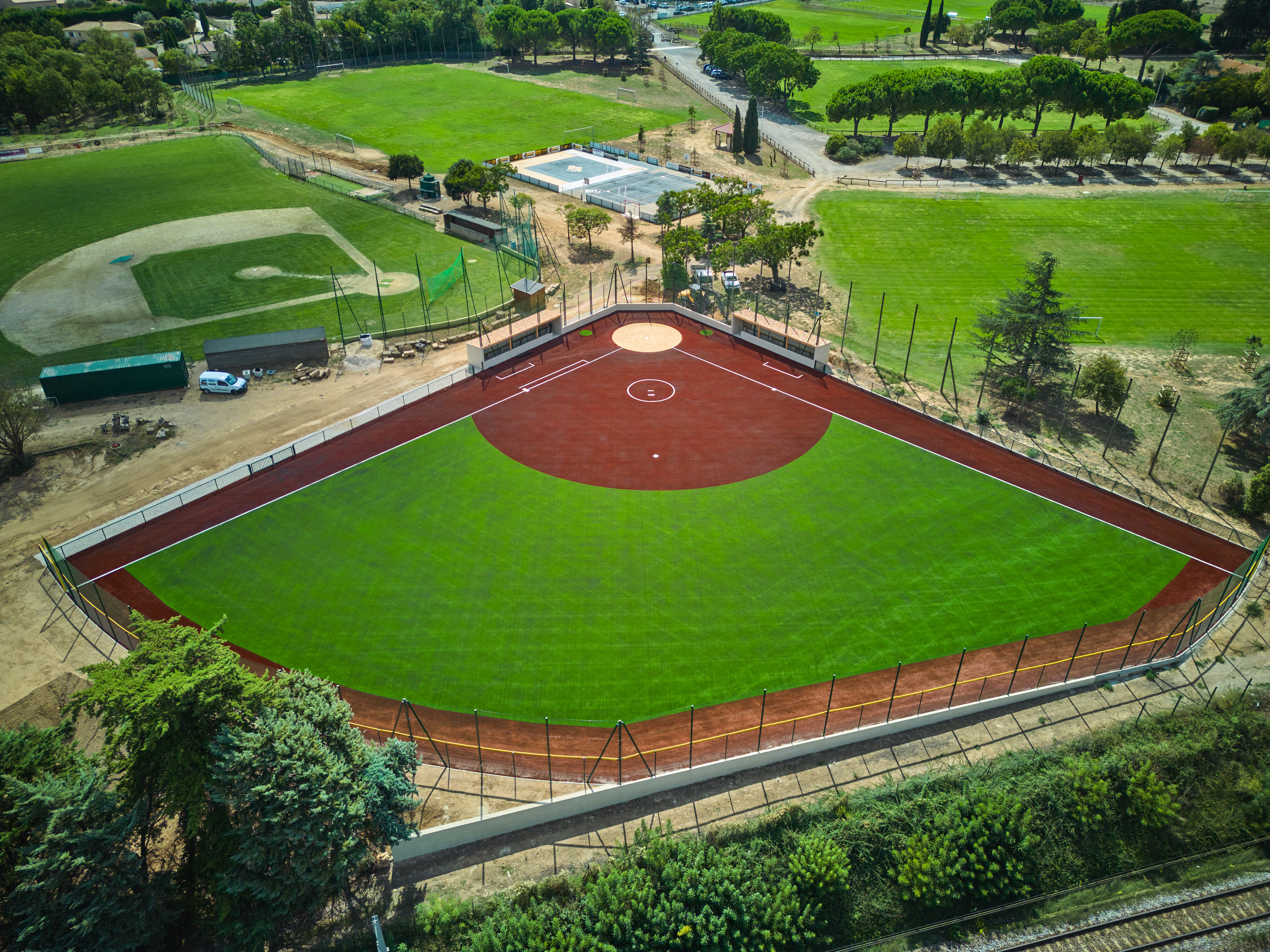
Vue du complexe

en 2022 les championnats de France 15U zone sud se sont tenus à Béziers et 2023 se sont les finales 12U et 15U du championnats de France qui sont accueillies à Beziers.
En 2024 le challenge de France de Softball Féminin s'est tenu à Béziers avec aussi les championnats de France 12U zone sud 
En 2025 et 2027 le site de Béziers accueillera les Little league France

## Palmarès
- Champion de France D2 : 2021, 2023,2024
- Vice champion de France N1 :  2018
- Champion de France de Nationale 2 : 2002.
- Vice champion de France Nationale 2 : 2015
- Champion du Languedoc-Roussillon  : 1991, 1994, 1998, 2000, 2002, 2012,2013.
- Champion d'Occitanie : 2016
- BASEBALL JEUNES

- Champion d'Occitanie 9U : 2017
- Champion d'Occitanie 10U : 2024
- Champion d'Occitanie 12U : 2019, 2022, 2024
- Champion d'Occitanie 15U : 2022 - 2023
- Vice champion de France 15U 2023
- SOFTBALL
- Champion régional softball féminin : 2018-2019
- Champion régional de softball mixte : 2002-2005 à 2012-2014-2015-2017-2019

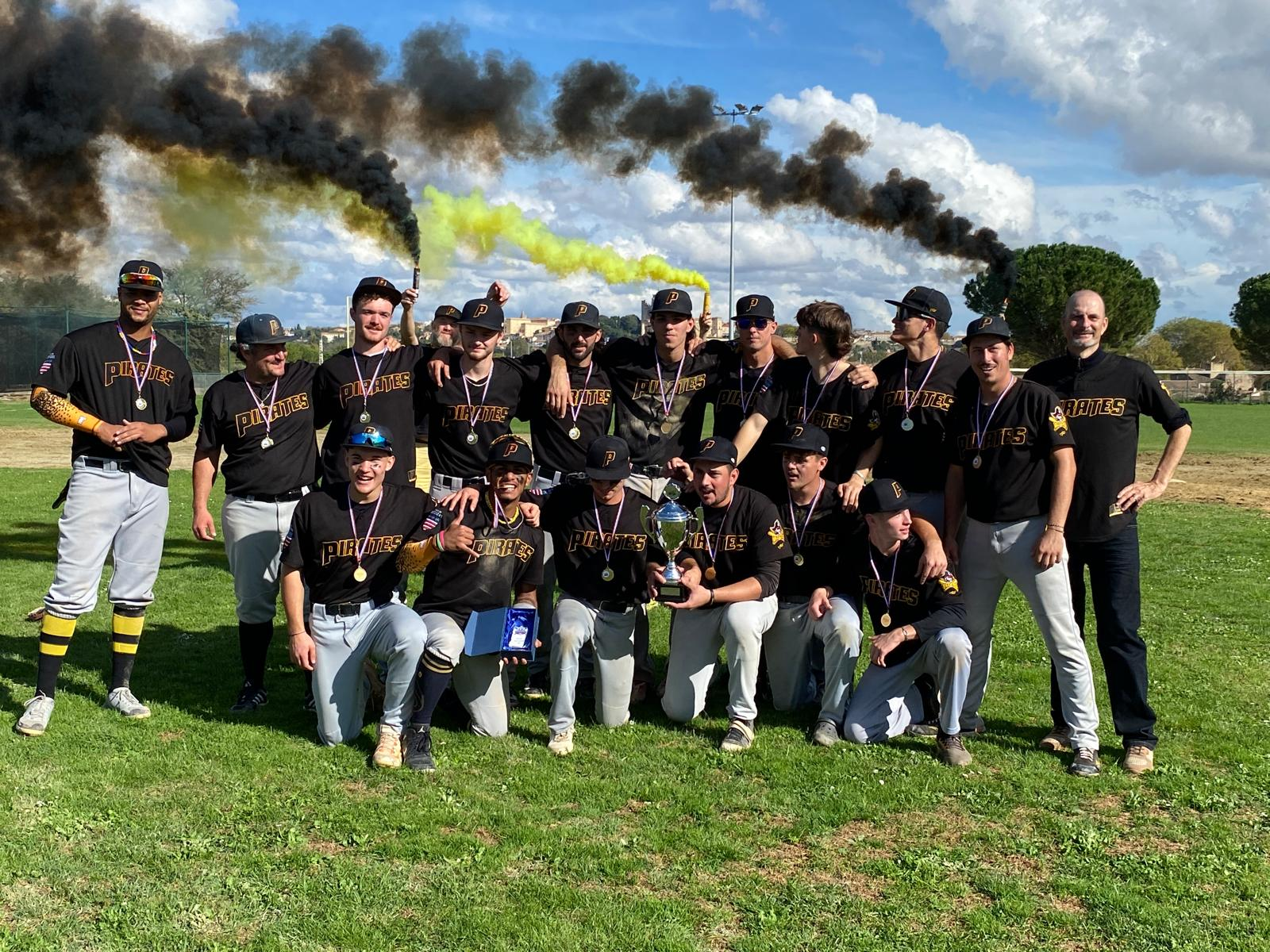
Equipe championne de France D2 2024